# ميشيل مينياني
ميشيل مينياني (بالإيطالية: Michele Mignani)‏ (30 أبريل 1972 بجنوة في إيطاليا - ) هو لاعب كرة قدم إيطالي في مركز الدفاع. شارك مع منتخب إيطاليا تحت 21 سنة لكرة القدم. أما مع النوادي، فقد لعب مع نادي بيستويسي ونادي تريستينا ونادي سامبدوريا ونادي سبال ونادي سيينا ونادي لوكيزي ونادي مونزا وUS Poggibonsi ‏ وACD Castel di Sangro Cep 1953 ‏ ونادي غروسيتو.

## وصلات خارجية
- ميشيل مينياني على موقع قاعدة بيانات كرة القدم.إي يو (الإنجليزية)
- ميشيل مينياني على موقع عالم كرة القدم.نت (الإنجليزية)